# Райналд IV фон Урзлинген
Райналд IV фон Урзлинген (на немски: Rainald IV von Urslingen; † сл. 1299/ 1300/1301) от швабския знатен род Урслинген/Урзлинген е херцог на Урзлинген (днес част от Дитинген в Баден-Вюртемберг). Доказан е 1279/1299 г.
Той е син на херцога на Сполето Конрад III Гуискард фон Урзлинген († 1279) и принцеса Агнес фон Тек († 1261), дъщеря на херцог Конрад I фон Тек († 1244/1249). Брат е на херцог Хайнрих фон Урзлинген († сл. 1303), доказан (1279/1303)

## Фамилия
Райналд IV фон Урзлинген се жени за Аделхайд от Сардиния († сл. 1301), дъщеря на крал Енцио от Сардиния († 11 март 1272) (Хоенщауфен), извънбрачен син на император Фридрих II. Те имат децата:
- Конрад VI фон Урзлинген († сл. 1340), херцог на Урзлинген 1304/40, женен за фон Бернхаузен, дъщеря на Конрад фон Бернхаузен († 1315) и Елизабет фон Магенхайм; имат два сина и дъщеря
- Хайнрих († сл. 1306), 1306 доказан
- Албрехт († сл. 1327), монах в манастир Райхенау (1314/27)